# Aljuš Pertinač
Aljuš Pertinač, slovenski politolog in politik, * 30. junij 1977.
V času vlade Alenke Bratušek je bil državni sekretar na ministrstvu za izobraževanje, znanost in šport.

## Življenjepis
Maturiral je na I. gimnaziji v Celju in vpisal študij politologije na Fakulteti za družbene vede Univerze v Ljubljani.  V obdobju 1999–2001 je opravjal funkcijo predsednika Mladega foruma Socialnih demokratov. Leta 2003 se je je zaposlil kot svetovalec na Direktoratu za trg dela in zaposlovanje Ministrstva za delo, družino in socialne zadeve, med letoma 2006 in 2009 pa je na Univerzi v Ljubljani deloval kot vodja službe za področje evropskih projektov iz strukturnih skladov in kasneje službe za področje sistemskih zadev in strukturne politike. Na ljubljanski univerzi je bil tudi asistent tajnika za razvoj kakovosti in storitve študentom. 
V začetku leta 2010, v času ministrovanja Igorja Luškiča, se je zaposlil na Ministrstvu za šolstvo in šport Republike Slovenije, aprila 2010 pa na Uradu Republike Slovenije za mladino, kjer je deloval na področju črpanja evropskih sredstev. 26. marca 2013 je bil imenovan na mesto državnega sekretarja na Ministrstvu za izobraževanje, znanost in šport Republike Slovenije.
Leta 1997 se je včlanil v stranko Socialni demokrati. Leta 2005 je na kongresu kandidiral za mesto predsednika stranke proti Borutu Pahorju. Leta 2016 je članstvo zaradi nestrinjanja s politiko stranke zamrznil, kasneje pa tudi izstopil.
Leta 2017 je postal eden od voditeljev komentatorsko-pogovorne oddaje Faktor na TV3, v kateri je včasih nastopal tudi v vlogi političnega analitika. Leta 2021 je po odhodu Bojana Požarja postal glavni urednik oddaje in ostal kot edini voditelj. Oddajo je vodil do 24. februarja 2025, ko je bila predvajana zadnja oddaja Faktor, saj naj bi se Pertinač odločil za vstop v podjetništvo.
Danes piše kolumne za spletna portala Požareport in Domovina ter redno sodeluje kot politični komentator v oddajah Odmev tedna na Domovini ter Ura resnice na Info360.